# 국제레닌학교

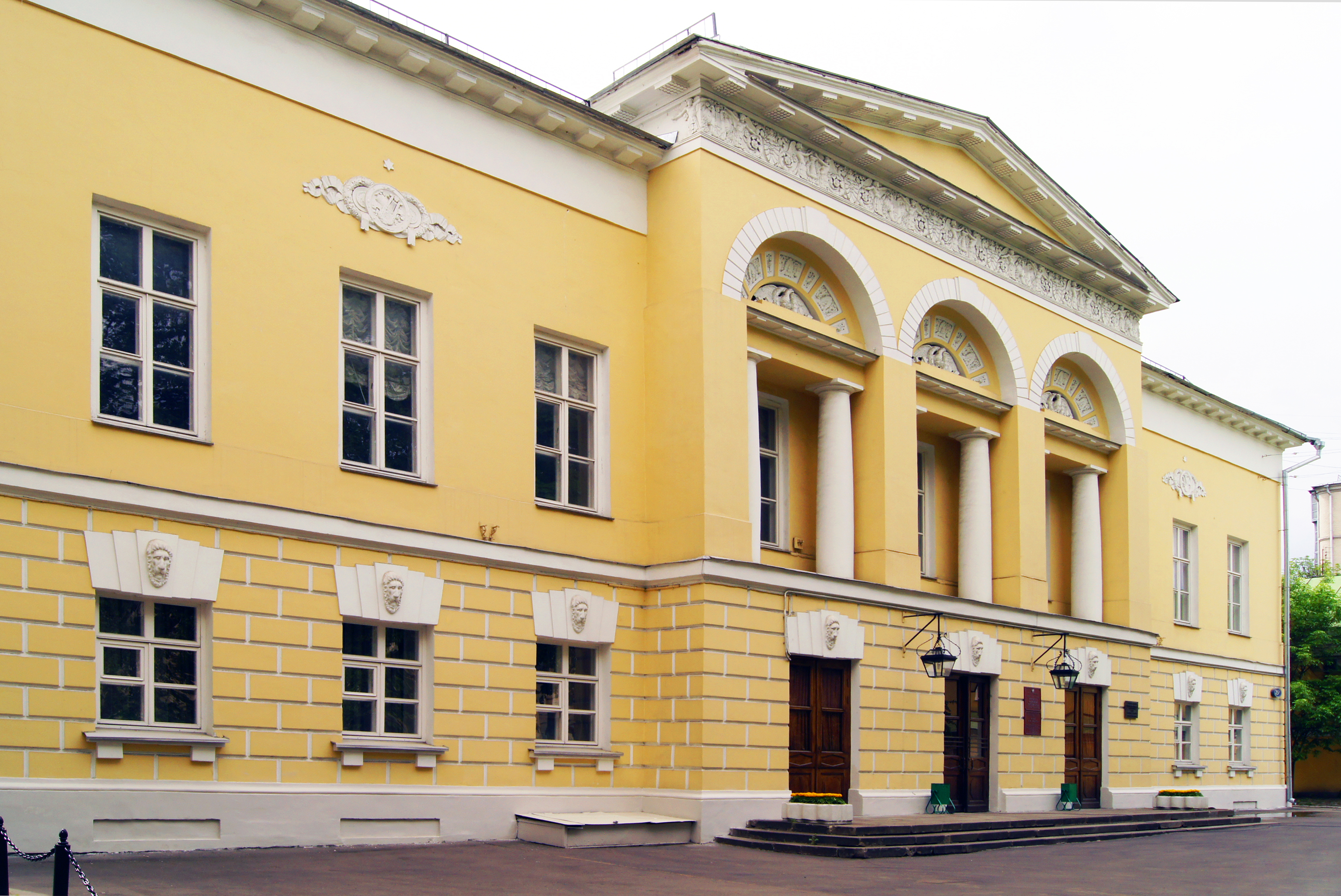

국제레닌학교(러시아어: Международная ленинская школа)는 소련의 모스크바에 설치되었던 공산주의 운동가 교육 기관이다.
1926년 코민테른에 의해 설립되어 1938년까지 세계 각국에서 유학 온 3천여 명의 공산주의 운동가들을 가르쳤다. 주로 유럽과 아메리카 대륙 출신 학생들이 많았다. 노동계급과 제국주의의 역사와 마르크스주의 정치경제학, 철학, 공산주의 이론 등이 주요 수강 과목이었다.
유고슬라비아의 요시프 브로즈 티토, 폴란드의 고무우카, 동독의 에리히 호네커, 베트남의 호치민, 미국 사회당 활동가였던 해리 헤이우드가 이 학교 출신이며, 박헌영, 김단야 등 한국의 공산주의 운동가들도 이 학교에서 유학했다.

## 같이 보기
- 국제레닌학교 동문
- 동방노력자공산대학
- 모스크바 중산 대학